# چاه محمد چاه جمعه
چاه محمد چاه جمعه یک منطقهٔ مسکونی در ایران است که در دهستان بزمان واقع شده‌است.